# オダイセの戦い
オダイセの戦いとはレバノン侵攻 のさなか、2024年10月1日にイスラエルがレバノン南部のオダイセを攻撃したことで始まった戦闘である。

## 背景
2024年9月17日のレバノンのポケベル爆発以降イスラエルはレバノンへの攻撃を開始し 、レバノン全土のヒズボラ戦闘員を標的に空爆作戦を展開した。1週間で800人以上を殺害、少なくとも5000人を負傷させ、9月27日のヒズボラ指導者ハサン・ナスララの死で頂点に達した。また、攻撃で指導者の大半を殺害することに成功した。その後ヒズボラの勢力低下を受け、2024年10月1日、イスラエルはパレスチナ戦争の波及によるイスラエル・ヒズボラの紛争の一環として、レバノン侵攻を開始した。

## 経過

### 10月1日
10月1日、ヒズボラはオダイセの反対側の町でイスラエル兵士を標的にしたと主張した。

### 10月2日
10月2日、ヒズボラは、イスラエル軍がオダイセでヒズボラ戦闘員に待ち伏せされ、武装勢力のインフラを解体しようとしたが撤退を余儀なくされたと発表した。この衝突でエゴズの兵士6人が死亡し、5人の重軽傷を含む数人が負傷した。IDFによると、この衝突でさらに20人のヒズボラ武装勢力が死亡した。
2024年10月2日早朝、エゴズ部隊の一隊が村に向かって移動したが、到着前に発見され、レッド・ワン部隊の武装勢力が待ち伏せ攻撃を仕掛けた。濃霧の中、エゴズ部隊員は村の建物の一つに入ったが、午前4時半頃、数方向から攻撃を受けた。 霞と霧の中、イスラエル航空宇宙軍は戦闘支援を提供できなかったため、第669部隊の特殊工作員が、閉じ込められた隊員を救出し、避難させるために投入された。戦闘のある時点で、ヒズボラ武装勢力はエゴズ部隊の隊員の死体を持ち去ろうとしたが、この試みは阻止された。この戦闘で、チーム司令官ハレル・エッティンガー少佐を含む8人のエゴズ戦闘員が死亡した。レッド・ワン部隊員はモスクに立てこもったが、UAVに攻た。この交戦で、エゴズ部隊6人が死亡、7人の重傷者を含む30人が負傷した。さらにIDFは、この交戦でヒズボラ武装勢力30人を殺害したと主張した。
その後、ヒズボラによる待ち伏せ攻撃でイスラエル兵2人が死亡、18人が負傷した。アルジャジーラ・イングリッシュのアナリストによれば、この攻撃はヒズボラの勝利だという。レバノン軍によると、イスラエル軍がオデイセでブルーラインを越え、約400メートル侵入した後に退却したと主張している。

### 10月3日
10月3日、ヒズボラはオダイセ郊外のアルタグラでイスラエル兵を標的にしたと発表した。

### 10月9日
ヒズボラ系情報筋は、IDFはオダイせとクファル・キラから撤退したと述べた。

### 10月21-23日
オダイセの多くの建物がイスラエル軍によって取り壊されたが、その中には文化センターやレバノンのフィルハーモニー・オーケストラの指揮者であるルブナン・バールバキの実家も含まれていた。文化センターには、彼の父である芸術家アブデル・ハミド・バールバキの美術品や陶器のコレクション、さらに2,000冊の原稿や書籍があった。

### 11月3日
11月3日までに、オダイセの約20％の建物が被害を受けた。